# Budynki Macierzy Słowackiej w Martinie
Słowackie miasto Martin nierozerwalnie związane jest z historią Macierzy Słowackiej (słow. Matica slovenská) – słowackiej instytucji kulturalno-oświatowej powołanej w 1863 właśnie w Martinie, leżącym wówczas na Górnych Węgrzech. Wraz ze zmianą liberalnego kursu Węgrów już 1875 Macierz Słowacką rozwiązano. Odrodziła się po powstaniu Czechosłowacji w 1919.
W Martinie znajdują się obecnie trzy budynki, w których swoją siedzibę miała Macierz Słowacka.

## Pierwszy budynek Macierzy Słowackiej

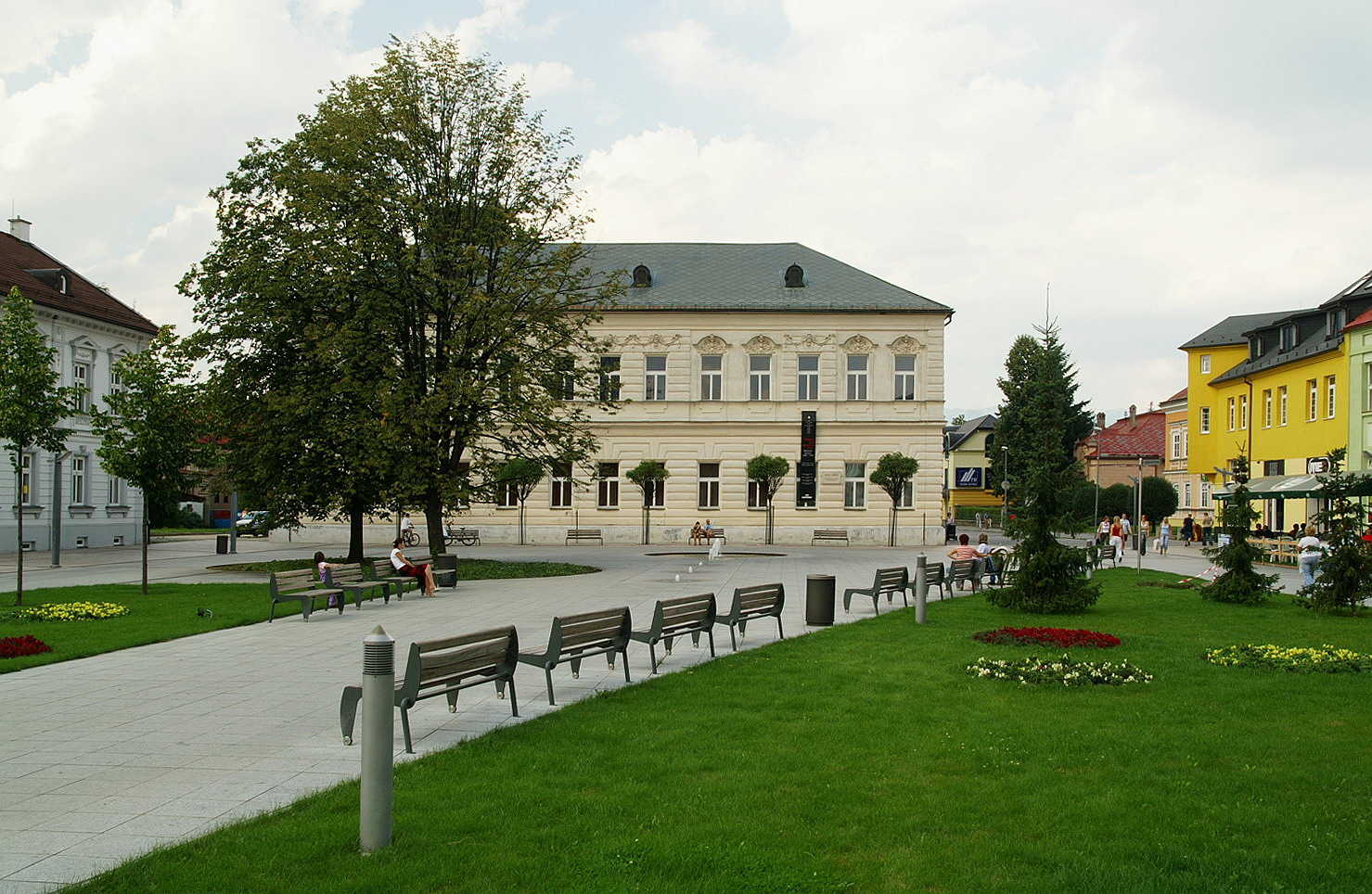
Pierwszy budynek Macierzy

Najstarszy wzniesiono w 1865 ze składek społeczeństwa słowackiego, również cesarz Franciszek Józef I wsparł budowę sumą 1000 guldenów. Reprezentuje neobarokowy eklektyzm. Budowniczymi obiektu byli Karol Herrera oraz Ján Bobuľa. W dwupiętrowym budynku o powierzchni 1 189 m² mieściły się też władze miejskie, które także pomagały przy budowie. Po 1875, kiedy zlikwidowano Macierz Słowacką, budynek pełnił funkcje sądu.
W 1962 uznano go za pamiątkę kulturalną. Od 1966 mieści się tam ekspozycja Słowackiego Narodowego Muzeum Literatury (Slovenské národné literárne múzeum). Na dziedzińcu znajduje się pomnik pisarza, publicysty i działacza narodowego Svetozára Hurbana-Vajanskiego.

## Drugi budynek Macierzy Słowackiej

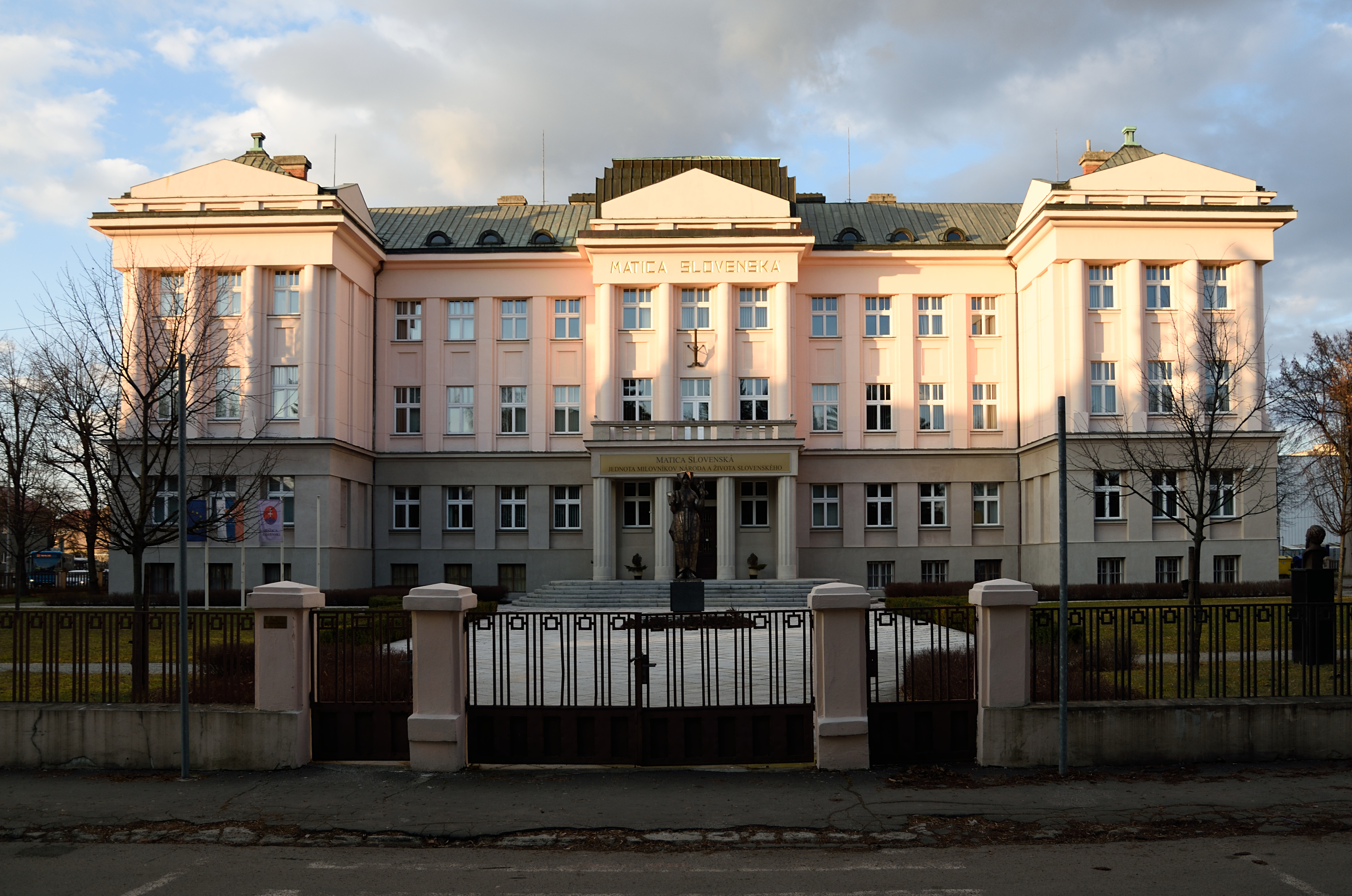
Drugi budynek Macierzy (od 2005 r. ponownie jej siedziba)

Wybudowano go w latach 1924–1926. Trzypiętrowy gmach z trzema dużymi ryzalitami na fasadzie o powierzchni 1737 m² zaprojektował Ján Palkovič. W 1964 został uznany pamiątką kulturalną; rok później przed obiektem stanął brązowy pomnik Macierzy (przedstawionej jako dziewczyna w ludowym stroju) autorstwa Jána Kulicha.

## Trzeci budynek Macierzy Słowackiej
Powstał w latach 1963–1975 według projektu Dušana Kuzmy i Antona Zimmermanna, w typowym stylu dla ówczesnych państw socjalistycznych – podłużnego kwadratu i wysokiej wieży. Budynek ma 42 metry wysokości i 110 metrów długości. Do 2005 r. pełnił funkcję siedziby Macierzy, którą przeniesiono z powrotem do obiektu z lat 20. XX wieku. Obecnie mieści się tutaj Biblioteka Narodowa Słowacji (Slovenská národná knižnica).